# Volkswagen Sharan
Volkswagen Sharan är en bilmodell från Volkswagen lanserad 1995 i sin första version, segment: MPV. Bilen finns tillgänglig med fem till sju säten och ett antal olika motorer. Motorn är monterad på tvären, enligt välkänt Volkswagenkoncept. Från oktober 1996 levereras bilen också med 4x4 syncro, VR6-motor på 2,8 liter och automatlåda.
Generation 2 kom 2001 och generation 3 kommer till början av 2006. 
Bilmodellen var ett samarbetsprojekt där Ford Galaxy, Volkswagen Sharan och Seat Alhambra tillverkades i samma portugisiska VW-fabrik, Werk Setubal.

## Motoralternativ
| Modell  | Årsmodell | Motor                   | Cylindervolym | Effekt | Vridmoment | Bränslesystem             |
| ------- | --------- | ----------------------- | ------------- | ------ | ---------- | ------------------------- |
| 1.8 T   | 1998-     | 4-cyl radmotor DOHC 20V | 1781 cm³      | 150 hk | 210*¹ Nm   | Bränsleinsprutning, turbo |
| 2.0     | 1996-     | 4-cyl radmotor SOHC 8V  | 1984 cm³      | 115 hk | 170 Nm     | Bränsleinsprutning        |
| 2.8 VR6 | 1996-2000 | VR6-motor SOHC 12V      | 2792 cm³      | 174 hk | 235 Nm     | Bränsleinsprutning        |
| 2.8 V6  | 2001-     | VR6-motor DOHC 24V      | 2792 cm³      | 204 hk | 265 Nm     | Bränsleinsprutning        |
| 1.9 TDI | 1996-2006 | 4-cyl radmotor SOHC 8V  | 1896 cm³      | 90 hk  | 202*² Nm   | Turbodiesel               |
| 1.9 TDI | 1997-2000 | 4-cyl radmotor SOHC 8V  | 1896 cm³      | 110 hk | 235 Nm     | Turbodiesel               |
| 1.9 TDI | 2001-     | 4-cyl radmotor SOHC 8V  | 1896 cm³      | 115 hk | 310 Nm     | Turbodiesel               |
| 1.9 TDI | 2003-2006 | 4-cyl radmotor SOHC 8V  | 1896 cm³      | 130 hk | 310 Nm     | Turbodiesel               |
| 1.9 TDI | 2005-2006 | 4-cyl radmotor SOHC 8V  | 1896 cm³      | 150 hk | 320 Nm     | Turbodiesel               |
| 2.0 TDI | 2006-     | 4-cyl radmotor SOHC 8V  | 1968 cm³      | 140 hk | 310 Nm     | Turbodiesel               |

- ¹ Från årsmodell 2001 220 Nm.
- ² Från årsmodell 2001 240 Nm.
- Wikimedia Commons har media som rör Volkswagen Sharan.